# キンクダム
『キンクダム』 (Kinks Kinkdom) は、1965年にリリースされたキンクスのアルバム。アメリカでの4枚目のアルバムであり、イギリス盤EP「Kwyet Kinks」を中心に編集された。

## 曲目
全曲ともレイ・デイヴィスによる作詞作曲（1988年、Rhinoから再発された際の曲目でオリジナルとは一部相違あり）。
1. ウェル・リスペクテッド・マン - A Well Respected Man 2:38
2. ウェイト・ティル・ザ・サマー・カムズ・ロング - Wait Till the Summer Comes Along 2:06
3. サッチ・ア・シェイム - Such a Shame 2:16
4. シー・マイ・フレンド - See My Friends 2:50
5. ネヴァー・メット・ア・ガール - I Never Met a Girl Like You Before 2:05
6. ソファにすわって - Sittin' on My Sofa 3:03
7. キザな奴 - Dedicated Follower of Fashion 2:59
8. お次は誰 - Who'll Be the Next in Line 1:59
9. ドント・ユー・フレット - Don't You Fret 2:42
10. アイ・ニード・ユー - I Need You 3:30
11. それでいいのさ - It's Alright 2:38
12. 僕はウヌボレ屋 - I'm Not Like Everybody Else 3:25